# Gabriel Bateman
Gabriel Michael Bateman (Turlock, California, 10 de septiembre de 2004) es un actor estadounidense, conocido por llevar el papel de Martín en la película de terror Lights Out.

## Biografía
Gabriel Michael Bateman nació en Turlock, en el Sur de California, Estados Unidos. Es hijo de Jonelle Bateman y Tim Bateman, que trabaja como paramédico y bombero en Half Moon Bay y como supervisor de campo paramédico en el condado de San Mateo. 
Es el menor de 9 hermanos, la mayoría de sus hermanos y hermanas están también involucrados en el cine y la televisión, como Talitha Bateman, Leah Bateman, Justin Bateman, Aleq Bateman, Noah Bateman, Judah Bateman y Hannah Rochelle Bateman.
Su ascendencia es inglesa, alemana, escocesa e irlandesa.

## Trayectoria profesional
Gabriel comenzó por aparecer en varios anuncios, comerciales y publicidades. En televisión ha aparecido en Maker Shack Agency (sin acreditar), Grey's Anatomy (2014) como Jared Cole en el episodio de 2014 "Throwing It All Away", así como en la serie Your Family or Mine y en Stalker como Ethan Taylor. Apareció en la película Annabelle en 2014.
En noviembre de 2014, se anunció que aparecería en la serie de televisión de Robert Kirkman Outcast, junto a Patrick Fugit y Philip Glenister, de la que ha filmado el piloto.
En junio de 2015, se anunció que aparecería en la película de James Wan Lights Out.
En septiembre de 2018, se confirmó que participaría como uno de los protagonistas en la adaptación de la saga de Child's Play (Chucky)
En julio de 2020, se estrenó una película en Netflix en la cual tiene el papel protagónico, Think Like a Dog.

## Filmografía

### Cine
| Año  | Título original      | Título en España     | Personaje       |
| ---- | -------------------- | -------------------- | --------------- |
| 2014 | Annabelle            | Annabelle            | Robert          |
| 2015 | Band of Robbers      | Band of Robbers      | joven Huck Finn |
| 2015 | Checkmate            | Jaque mate           | Christopher     |
| 2016 | Lights Out           | Nunca apagues la luz | Martin          |
| 2017 | Saint Judy           | Saint Judy           | Alex Wood       |
| 2018 | Benji                | Benji                | Carter          |
| 2019 | Robert the Bruce     | Robert the Bruce     | Scot            |
| 2019 | Child's Play         | Muñeco diabólico     | Andy Barclay    |
| 2019 | Playmobil: The Movie |                      | Charlie         |
| 2020 | Unhinged             | Salvaje              | Kyle            |
| 2022 | Los Fabelman         |                      |                 |

### Televisión; series y películas
| Año     | Título original             | Personaje        | Notas                            |
| ------- | --------------------------- | ---------------- | -------------------------------- |
| 2014    | Grey's Anatomy              | Jared Cole       | Episodio: "Throwing It All Away" |
| 2014    | Petals on the Wind          | Michael          | Película para televisión         |
| 2014–15 | Stalker                     | Ethan Taylor     | 8 episodios                      |
| 2015    | Your Family or Mine         | Jason Weston Jr. | 2 episodios                      |
| 2015    | Wicked City                 | Cooper Flynn     | 2 episodios                      |
| 2015    | Code Black                  | Jason Riner      | Episodio: "Black Tag"            |
| 2016    | Outcast                     | Joshua Austin    | 4 episodios                      |
| 2016    | American Gothic             | Jack Hawthorne   | Serie                            |
| 2018    | The Dangerous Book for Boys | Wyatt McKenna    | Serie                            |
| 2020    | Una mente canina            | Oliver           | Película de Netflix              |
| 2021-   | The Mosquito Coast          | Charlie Fox      | Elenco principal                 |